# 丁辰
丁辰（1917年—1992年），原名孙鼎臣，男，江苏苏州人，中国电影美术设计家，上海电影制片厂电影美术设计师，曾任中国电影家协会理事。